# Aeroportul Eros
Aeroportul Eros (IATA: ERS, ICAO: FYWE) este un aeroport din Regiunea Khomas, Namibia ce deservește zona Windhoek. Aeroportul a fost tranzitat în 2021 de 46.872 de pasageri.
Situat la o altitudine de 1.699 m, aeroportul dispune de 2 piste.

## Infrastructură

### Piste
Aeroportul dispune de 2 piste. Pista 01/19 are suprafața de asfalt și dimensiunile 2.250 m × 30 m. Pista 09/27 are suprafața de asfalt și dimensiunile 1.005 m × 30 m. 